# Eigentor
Ein Eigentor (oder Selbsttor), in Österreich und der Schweiz auch Eigengoal, kommt bei Torspielarten vor, wenn ein Spieler den Ball ins Tor der eigenen Mannschaft schießt. Der gegnerischen Mannschaft wird die Punkteanzahl für ein erzieltes Tor gutgeschrieben.

## Fußball

### Regelung für Tor und Eigentor
In Deutschland wird der angreifende Spieler auch dann als Schütze eines Tores geführt, wenn ein Abwehrspieler den Ball ablenkt, selbst wenn der Ball ohne die Einwirkung des Abwehrspielers das Tor verfehlt hätte. Entscheidend ist, dass „ein Torschussversuch klar erkennbar ist“. Als Eigentor gilt es nur dann, wenn „durch den abwehrenden Spieler eine kontrollierte Aktion in unbedrängter Situation vorliegt“; unabhängig davon ist aber ein Ball, der unmittelbar von einem gegnerischen Einwurf oder indirekten Freistoß kommt (aus dem per Regel kein Tor erzielt werden kann) und ins Tor geht, immer ein Eigentor.

### Rekorde

#### Deutsche Bundesliga
Manfred Kaltz und Nikolče Noveski schossen während ihrer Karrieren die meisten Eigentore (6) in der deutschen Bundesliga (Stand: Februar 2012).
Dieter Bast, Dieter Pulter, Gerd Zimmermann, Per Røntved, Nikolče Noveski und Karim Haggui schossen jeweils zwei Eigentore in einem einzigen Bundesliga-Spiel.
Am 12. Dezember 2009 schoss Hannover 96 im Bundesligaspiel bei Borussia Mönchengladbach drei Eigentore. Dies ist alleiniger Rekord in der seit 1963 bestehenden Fußball-Bundesliga. Alle drei Eigentore wurden zudem von außerhalb des Strafraums geschossen.

#### Fußball-Weltmeisterschaften
Bei der Fußball-Weltmeisterschaft 2018 wurde mit 12 Eigentoren ein neuer Negativ-Rekord aufgestellt. Bis dahin war die Fußball-Weltmeisterschaft 1998 mit insgesamt 5 Eigentoren Halter dieses Negativ-Rekordes.

### Nennenswerte Eigentore
- Nikolče Noveski (1. FSV Mainz 05) schoss am 19. November 2005 im Derby gegen Eintracht Frankfurt in den ersten sechs Spielminuten zwei Eigentore, traf aber anschließend noch einmal das gegnerische Tor.[3]
- In einem Vorrundenspiel zur Fußball-Karibikmeisterschaft 1994 erzielte Barbados ein absichtliches Eigentor, um in die Verlängerung zu kommen, anschließend musste die Mannschaft Gegner Grenada daran hindern, seinerseits ein Eigentor zu schießen.[4]
- Der Kolumbianer Andrés Escobar wurde 1994 in seinem Heimatland ermordet, nachdem ihm ein Eigentor im WM-Spiel gegen Gastgeber USA unterlaufen war.
- Chris Nicholl von Aston Villa schoss 1976 beim 2:2-Unentschieden im Ligaspiel in der First Division gegen Leicester City alle vier Tore.
- Chris Brass vom FC Bury schoss sich bei einem Rettungsversuch selbst ins Gesicht. Neben dem Eigentor trug er eine gebrochene Nase davon.
- Aus Protest gegen eine Entscheidung des Schiedsrichters schoss die Mannschaft von SOE Antananarivo im Spiel gegen AS Adema 149 Eigentore, so dass Adema mit 149:0 gewann.
- Der für Indonesien spielende Mursyid Effendi schoss im Tiger Cup 1998 ein Eigentor, damit seine Mannschaft im Halbfinale nicht gegen Vietnam antreten musste.
- Der Torhüter Tomislav Piplica von Energie Cottbus köpfte ein Eigentor beim 3:3 gegen Borussia Mönchengladbach, als ihm eine Bogenlampe auf den Kopf prallte und ins Tor ging.
- Helmut Winklhofer erhielt für sein Eigentor im Spiel Bayer 05 Uerdingen gegen FC Bayern München 1985 als erster Spieler die Auszeichnung zum Tor des Monats für ein Eigentor.
- Im Premier-League-Spiel gegen Manchester United am 6. Februar 2010 schoss der FC Portsmouth drei Eigentore.
- Das erste Tor der Fußball-Weltmeisterschaft 2014 in Brasilien war ein Eigentor durch den Brasilianer Marcelo im Eröffnungsspiel Brasilien gegen Kroatien. Es war das erste Eigentor in einem WM-Eröffnungsspiel und das erste WM-Eigentor Brasiliens.
- Der lange Ball zum 1:0 von Dayot Upamecano im Spiel FC Bayern München gegen Borussia Dortmund am 1. April 2023 wurde als Eigentor für den Torhüter der Borussia Gregor Kobel gewertet, obwohl der Ball dem ersten Anschein nach unberührt durch Gregor Kobel ins Tor rollte, bei genauem Hinsehen in der Zeitlupe jedoch eine minimale Berührung des Balls durch Gregor Kobel erkennbar wird. Eine Torerzielungsabsicht beim langen Ball von Dayot Upamecano ist diskussionswürdig, bei dem Klärungsversuch von Gregor Kobel lag aber eindeutig eine kontrollierte Befreiungsaktion im Sinne der Eigentorregel-Auslegung vor.[5][6][7][8]

## Weitere Ballsportarten
Auch im Eishockey, Handball und Basketball sind Eigentore (bzw. Eigenkörbe) möglich und kommen hin und wieder vor.

### Basketball
Beim Basketball werden bei einem unabsichtlichen Eigenkorb auf FIBA-Ebene die Punkte dem Kapitän der gegnerischen Mannschaft, in der NBA dagegen dem dem Korb am nächsten befindlichen Spieler der gegnerischen Mannschaft zugeschrieben. Ein absichtlicher Eigenkorb ist gemäß den FIBA-Regeln nicht möglich, ein entsprechender Versuch hat lediglich den Ballbesitz für die gegnerische Mannschaft zur Folge.

### Eishockey
Im Gegensatz zum Fußball wird beim Eishockey ein Eigentor nicht dem eigentlichen Schützen zugeschrieben, sondern demjenigen, der als letzter Spieler des Teams, für welches das Tor erzielt wurde, den Puck berührt hat.

### Hockey
Im Hockey sind Eigentore nicht möglich. Wird der Ball von einem abwehrenden Spieler über die Torlinie befördert, wird auf lange oder kurze Ecke (Strafecke) für die angreifende Mannschaft entschieden. Im Jahr 2012 wurde die Regel, wie ein Tor erzielt werden kann, vorläufig geändert, so dass auch Eigentore möglich waren. So gewann die deutsche Hockeynationalmannschaft am 30. Juni 2013 mit 5:0 gegen Südkorea und am 4. Juli 2013 mit 6:0 gegen Malaysia auch durch Eigentore der gegnerischen Mannschaften. Bereits nach einer Saison wurde das Eigentor wieder abgeschafft.

## „Eigentor“ metaphorisch
Im übertragenen Sinn wird ein Eigentor als eine Handlung bezeichnet, die sich entgegen der Absicht gegen einen selbst richtet. Dabei spricht man davon, sich „selbst ein Eigentor zu schießen“.